# Candona recticauda
Candona recticauda är en kräftdjursart som beskrevs av Sharpe 1897. Candona recticauda ingår i släktet Candona och familjen Candonidae. Inga underarter finns listade.